# Flagman
Flagman

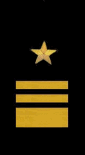
Oznaczenia stopnia flagmana I rangi

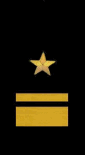
Oznaczenia stopnia flagmana II rangi

1. z języka holenderskiego flagman, zbudowane z dwóch słów: flag – flaga, man – człowiek – oznaczało dowódcę floty, albo dowódcę związku operacyjnego floty, który zgodnie z tradycją marynarki miał prawo wywieszać flagę;
2. z języka rosyjskiego флагман – wysoki stopień wojskowy w radzieckiej Marynarce Wojennej, wprowadzony uchwałą Centralnego Komitetu Wykonawczego i Rady Komisarzy Ludowych ZSRR z 22 września 1935 roku. W 1940 roku w miejsce flagmana I rangi wprowadzono stopień wiceadmirała, a w miejsce flagmana II rangi wprowadzono stopień kontradmirała.

Stopień flagmana I rangi był równorzędny stopniowi komkora w Armii Czerwonej, a stopień flagmana II rangi był równorzędny stopniowi komdiwa.